# Zavod, Cernihiv
Zavod (în ucraineană Завод) este un sat în comuna Pakul din raionul Cernihiv, regiunea Cernihiv, Ucraina.

## Demografie
Componența lingvistică a localității Zavod
     Ucraineană (100%)
Conform recensământului din 2001, toată populația localității Zavod era vorbitoare de ucraineană (100%).